# Хасан Хилми афанди
Шейх Хасан Хилми-афанди (авар. Kъахӏиса Хӏасан Хӏилми афанди) (1852, Кахиб, Дагестан — 23 декабря 1937) — мусульманский суннитский суфийский учёный, богослов, духовный лидер суфиев Дагестана, шейх Накшбандийского и Шазалийского тарикатов.

## Биография
Родился в 1852 году в Дагестанском селении Кахиб. По национальности — аварец. Рано осиротел, так как его отец Мухаммад-хаджи не вернулся с хаджа и был захоронен в Джидде. Мать Загидат с семи лет определила сына к исламским алимам.
Хасан-афанди учился у многих алимов и стал обладателем больших знаний. Он вступил под воспитание шейха Абдурахмана-хаджи Асави и по истечении времени стал его мазуном (преемником). Однако Хасан-афанди вновь вступил под воспитание шейха Шуайба-афанди аль-Багини, который дал ему накшбандийское иджаза.
В последующие годы Хасан-афанди отправился к Сайфулле-Кади из Ницовкра, который научил его 29 муракабам (ступени тариката) и сделал устазом Накшбандийского, Шазилийского и Кадирийского тарикатов.
В годы репрессии (30-е годы XX века) не пощадили и Хасана-афанди. 29 июля 1937 года он был арестован. До сих пор не известно место его захоронения. Согласно архивным данным, по решению «тройки» он был приговорен к смертной казни и 23 декабря 1937 года решение было приведено в исполнение.
Зиярат шейха Хасана-афанди находится в селении Верхнее Казанище Буйнакского района, рядом с могилами шейха Сайфулла-Кади Башларов и Мухаммад Ариф афанди.
Его духовными учителями были: шейх Абдуррахман-хаджи (ум. 1909 г.), Шуайб афанди аль-Багини и шейх Сайфулла Кади (ум. 1919). Его мазунами являются: Мухаммад Ясуб, Хайбулла-хаджи из Кахиба и Хусенил Мухаммад Афанди.

## Публикации
Шейх Хасан Афанди писал книги на арабском и аварском языках, многие из его книг переведены и на русский язык.
За свою жизнь Хасан-афанди написал 12 книг. По крайней мере, это то, что известно. Перевод его книги «Суфийская этика» (Хуласат-уль-адаб) сделала Патимат Гамзатова
Мухаммад Ясуби задавал много вопросов Хасану афанди. Шейх даже задумался, не много ли вопросов тот задаёт. Через какое-то время Мухаммад Ясуби принёс книгу и сказал: «Отец, я задавал столько вопросов, чтобы собрать вот эту книгу». Он собрал в ней ответы на свои вопросы и вопросы других.

## Книги на русском языке
- Талхис Аль-Ма’ариф фи Таргиб Мухаммад’Ариф. Хуласатул адаб[1].